# George Green (przysiółek)
George Green – przysiółek w Anglii, w hrabstwie Buckinghamshire. Leży 37,7 km od miasta Aylesbury, 61,1 km od miasta Buckingham i 32,6 km od Londynu. W 2015 miejscowość liczyła 894 mieszkańców.